# كيسوراس
بلدية كيسوراس (بالإسبانية: Cesuras)‏، هي إحدى بلديات مقاطعة لا كرونيا إحدى مقاطعات إسبانيا، و التي تقع في منطقة جليقية شمال غرب إسبانيا.
يبلغ عدد سكانها 2.555 نسمة وفقاً لإحصائية سنة (2002).

## أعلام
- خوليو دياز سانشيز